# A&W Restaurants
A&W Restaurants, Inc. (também conhecido como Allen & Wright Restaurants) é uma rede americana de restaurantes fast food que se distingue por seus hambúrgueres, chope e refrigerantes. A mais antiga rede de restaurantes existente nos Estados Unidos (a mais antiga sendo a Harvey House). As origens da A&W remontam a 1919, quando Roy W. Allen montou uma barraca de bebidas à beira da estrada para oferecer uma nova bebida espessa e cremosa, root beer, em um desfile em homenagem aos veteranos da Primeira Guerra Mundial em Lodi, Califórnia. Frank Wright, funcionário de Allen, associou-se a ele em 1922 e fundaram seu primeiro restaurante em Sacramento, Califórnia, em 1923. O nome da empresa foi tirado das iniciais de seus sobrenomes - Allen e Wright. A empresa ficou famosa nos Estados Unidos por suas "frosty mugs" (canecas geladas) - as canecas eram mantidas em um freezer e enchidas com A&W Root Beer pouco antes de serem servidas aos clientes.
Evoluindo para uma franquia em 1926, a empresa hoje tem unidades nos Estados Unidos e em alguns países do Sudeste Asiático, servindo um cardápio de fast-food de hambúrgueres, cachorros-quentes e batatas fritas. Alguns pontos de venda funcionam como restaurantes drive-in que têm carhops. Anteriormente de propriedade da Yum! Brands, a rede foi vendida em dezembro de 2011 a um consórcio de franqueados da A&W por meio da A Great American Brand, LLC. Os restaurantes da A&W no Canadá fazem parte de uma rede separada e não afiliada desde 1972.

## Operações
A A&W é a única grande cadeia de fast-food nos Estados Unidos que pertence inteiramente a franqueados, desde a venda em 2011 da Yum! Brands para a A Great American Brand, LLC, que está principalmente sob o controle da National A&W Franchisee Association (NAWFA). Os atuais proprietários dependem muito de restaurantes de marca única, em contraste com os restaurantes combinados e de marca conjunta, que vieram de administrações anteriores. Em dezembro de 2021, havia 900 restaurantes nos Estados Unidos e na Ásia. Somente nos Estados Unidos, os estados com mais restaurantes são a Califórnia, seguida por Wisconsin e Michigan.